# Région du nord du Nigeria
Le nord du Nigéria était une division autonome au sein du Nigeria, distinctement différente de la partie sud du pays, avec des douanes, des relations extérieures et des structures de sécurité indépendantes.
En 1961, il a acquis une partie du territoire du Cameroun britannique, qui a voté pour devenir une province dans le nord du Nigeria.
L'animisme haoussa, Maguzanci ou Bori est une religion traditionnelle préislamique du peuple haoussa d'Afrique de l'Ouest qui implique la magie et la possession spirituelle. La plupart des adeptes de la religion ont accepté l'islam après le Jihad du XVIIIe siècle par le réformateur islamique Usman dan Fodio.
En 1967, le nord du Nigeria était divisé en l’État du nord-est, l'État du nord-ouest, l'État de Kano, l'État de Kaduna, l'État de Kwara et l' État de Benue-Plateau, chacun avec son propre gouverneur.

## Histoire

### Préhistoire

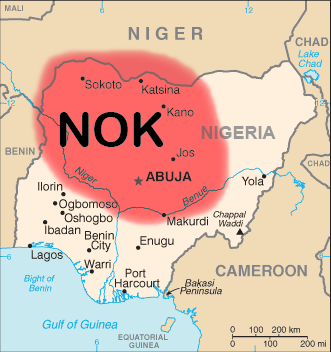
Domaine de la culture Nok

La culture Nok, une culture ancienne a dominé la plupart de ce qui est aujourd'hui le nord du Nigeria à l'époque préhistorique, son héritage sous forme de statues en terre cuite et de mégalithes a été découvert à Sokoto, Kano, Birinin Kudu, Nok et Zaria . La culture Kwatarkwashi, une variante de la culture Nok centrée principalement autour de Zamfara dans la province de Sokoto, est considérée par certains comme la même ou une ramification des Nok.

### Les quatorze royaumes
Les Quatorze Royaumes ont unifié la diversité des traditions et de l'héritage du nord du Nigeria en un système ethno-historique cohérent. Sept de ces royaumes se sont développés à partir de l'héritage Kabara du peuple haoussa . Au IXe siècle, alors que des centres commerciaux dynamiques concurrençant le Royaume du Kanem-Bornou et le Mali se développaient lentement au Soudan central, une collection de royaumes a fusionné dominant les grandes plaines de savane du Hausaland, leurs principales exportations étaient le cuir, l'or, le tissu, le sel, les noix de kola, peaux d'animaux et henné.
Les sept états haoussa comprenaient:
- Daura , ? - 1806
- Kano, 998 à 1807
- Katsina, v. 1400 - 1805
- Zazzau (Zaria), v. 1200 - 1808
- Gobir , ? - 1808
- Rano
- Biram, v. 1100 - 1805

La croissance et la conquête des royaumes haoussa ont abouti à la fondation d'États supplémentaires, les dirigeants faisant remonter leur lignée à une concubine du père fondateur haoussa, Bayajidda. Ainsi, ils sont appelés le Banza Bakwai, ce qui signifie Bastard Seven. Les Banza Bakwai ont adopté de nombreuses coutumes et institutions des Haoussa Bakwai, mais étaient considérés comme des royaumes non autorisés ou copiés par les non-Hausa. Ces états comprennent:
- Zamfara
- Kebbi
- Yauri (également appelé Yawuri)
- Gwari (également appelé Gwariland)
- Kwararafa (un état de Jukun)
- Nupe (du peuple Nupe )

### États haoussa
Entre 500 CE et 700 CE, les Haoussas, dont on pense qu'ils ont lentement quitté la Nubie et se sont mélangés à la population locale du nord et de la ceinture moyenne, ont établi un certain nombre d'états forts dans ce qui est maintenant le nord du Nigeria et l'est du Niger. Avec le déclin des Nok et Sokoto, qui contrôlaient auparavant le centre et le nord du Nigéria entre 800 avant notre ère et 200 de notre ère, les Hausa ont pu émerger comme la nouvelle puissance de la région. Ils sont étroitement liés au peuple Kanuri du Kanem-Bornu ( lac Tchad ), des Birom, Gwari, Nupe et Jukun. L'aristocratie haoussa, sous l'influence de l'empire du Mali, a adopté l'islam au XIe siècle. Au XIIe siècle, les Haoussa devenaient l'une des principales puissances de l'Afrique. L'architecture haoussa est peut-être l'une des moins connues mais des plus belles de l'époque médiévale. Beaucoup de leurs premières mosquées et palais sont lumineux et colorés et comprennent souvent des gravures complexes ou des symboles élaborés conçus dans la façade.
En 1500 CE, les Haoussa utilisaient une écriture arabe modifiée connue sous le nom d'Ajami pour enregistrer leur propre langue; les Haoussa ont compilé plusieurs histoires écrites, la plus populaire étant la Chronique de Kano.

### Empire Fulani et Empire Bornu
Usuman dan Fodio, le révolutionnaire du XVIIIe siècle et un réformateur social, religieux et politique a finalement uni les 7 États haoussa avec les provinces nouvellement créées dans le califat de Sokoto . Le califat de Sokoto était sous l'autorité générale du commandant des fidèles. Sous Dan Fodio, l'Empire était bicéphale et divisé en deux territoires contrôlés chacun par un vizir désigné. Chacun des territoires a été divisé en Émirats autonomes sous des émirs locaux principalement héréditaires. L'Empire Bornu a été initialement absorbé dans le califat de Sokoto d'Usman dan Fodio, mais s'est séparé quelques années plus tard.

### La colonisation
Initialement, l'implication britannique dans le nord du Nigéria était principalement liée au commerce et tournait autour de l'expansion de la Royal Niger Company, dont les territoires intérieurs s'étalaient au nord à peu près à l'endroit où le fleuve Niger et la rivière Benue rejoignaient à Lokoja la colline du mont Patti. Le territoire de la Compagnie royale du Niger ne représentait pas une menace directe pour le califat de Sokoto ou les nombreux États du nord du Nigéria. Cela a changé, lorsque Frederick Lugard et Taubman Goldie ont établi un plan ambitieux pour pacifier l'intérieur du Niger et l'unir avec le reste de l'Empire britannique.

#### Histoire du protectorat du nord du Nigéria

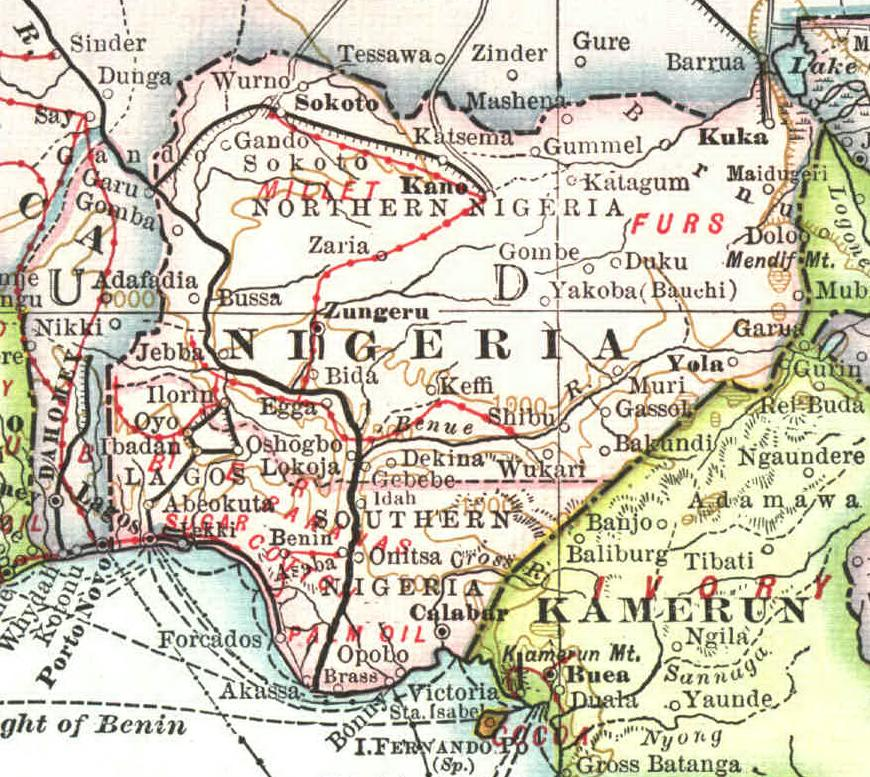
Carte du Nigéria, 1909

Le protectorat du nord du Nigeria a été proclamé à Ida par Frederick Lugard le 1er janvier 1897. La base du protectorat était le Traité de Berlin de 1885 qui accordait largement le nord du Nigéria à la sphère d'influence britannique, sur la base de leurs protectorats existants dans le sud du Nigéria. Les hostilités avec le puissant califat de Sokoto ont rapidement suivi. Les Emirats de Kotogora et d'Ilorin furent les premiers à être conquis par les Britanniques. En février 1903, le grand fort de Kano, siège de l'émirat de Kano est capturé, Sokoto et une grande partie du reste de son califat capitulent bientôt.
Le 13 mars 1903, la Grande Shura du califat a finalement concédé aux demandes de Lugard et a proclamé la reine Victoria comme suzerain du califat et de toutes ses terres.
Le gouverneur Lugard, avec des ressources limitées, contrôlait la région avec le consentement des dirigeants locaux grâce à une politique de domination indirecte, qu'il développa en une théorie politique sophistiquée. La zone géographique incluse dans le protectorat du nord du Nigéria comprenait la terre Okun-Yoruba de Kabba, Ogidi, Ijumu, Gbede, Yagba, ainsi que la terre d'Ebira, terre d'Igala façonnée collectivement sous la province de Kabba. Les régions d'Ifelodun, d'Offa, d'Omuaran, d'Ifelodun et d'Irepodun, également de Yorubas, ont été façonnées en province d'Ilorin. Lugard a quitté le protectorat après quelques années, servant à Hong Kong, mais a finalement été retourné travailler au Nigéria, où en 1914 il a demandé la fusion du protectorat du nord du Nigeria avec le sud du Nigeria, créant la colonie et protectorat du Nigeria.
L'agitation pour l'indépendance du Protectorat du Sud radicalement différent a cependant conduit à une formidable scission dans les années 1940. La constitution de Richards proclamée en 1945, a donné une autonomie écrasante au Nord, y compris finalement dans les domaines des relations extérieures et de la politique douanière.

### Indépendance
Le nord du Nigeria a obtenu son autonomie gouvernementale le 15 mars 1957 avec Sir Ahmadu Bello comme premier ministre. Le Congrès des peuples du Nord sous Bello a dominé le parlement tandis que l' Union progressiste des éléments du Nord est devenue le principal parti d'opposition.
En 1967, le nord du Nigeria a été dissous par subdivision.

## Gouvernement et politique
Le gouvernement du nord du Nigeria a été modelé sur le système de Westminster . Un premier ministre a agi en tant que chef du gouvernement et a présidé les affaires quotidiennes du gouvernement, tandis qu'un gouverneur du nord du Nigeria a agi en tant que vice-roi et en tant que commandant en chef de la gendarmerie.
La chambre basse du parlement, appelée Chambre d'assemblée, était composée de représentants élus des différentes provinces du pays. La Chambre haute du parlement, appelée Chambre des chefs, était semblable à la Chambre des lords britannique, composée d'émirs non élus des divers conseils des autorités autochtones des provinces du pays.
En 1967, le gouvernement militaire fédéral du général Yakubu Gowon a scindé les quatre régions qui jusqu'alors constituaient la Fédération du Nigéria, créant douze nouveaux États. Le nord du Nigeria était divisé en l' État du nord-est, l'État du nord-ouest, l'État de Kano, l'État de Kaduna, l'État de Kwara et l'État de Benue-Plateau, chacun avec son propre gouverneur et son propre gouvernement.

### Gouverneur
Le haut-commissaire ou gouverneur du nord du Nigéria, à l'origine le haut-commissaire du protectorat du nord du Nigéria, après 1914 le lieutenant-gouverneur, le commissaire en chef ou le gouverneur général des provinces du nord du Nigéria, était effectivement le vice -roi du nord du Nigéria, exerçant la suzeraineté britannique en tant que représentant de la Couronne.
Le bureau du haut-commissaire a été créé pour la première fois le 1er janvier 1897, par lettres patentes de la reine Victoria. Après le départ des Britanniques en 1960, un gouverneur a continué à être nommé jusqu'en 1967 comme représentant de la nouvelle administration à Lagos.
Le gouverneur a présidé toutes les cérémonies et a nommé les membres de la chambre législative supérieure du pays, la Chambre des chefs du nord du Nigeria.

### Président de la Chambre des chefs
- Alhaji Haruna , CMG, émir de Gwandu

### Présidents de la Chambre d'assemblée
- Richard Dohew, 1954 - ?
- Alhajia 'Umarure Gwandupe

## Situation géographique
Le point culminant du nord du Nigeria est Chappal Waddi à 2419 m (7936 ft). Les principaux fleuves sont le Niger et le fleuve Bénoué qui convergent vers la province de Kabba d'où il se dirige vers le sud pour l'embouchure et se jeter dans l'océan Atlantique.
Les vastes vallées des vallées du Niger et de la Bénoué dominent les zones méridionales de la région. Au sud-est de la rivière Benue, les collines et les montagnes qui forment le plateau de Mambilla créent le plus haut plateau du nord du Nigeria. Ce plateau s'étend jusqu'à la frontière avec le Cameroun, cette terre montagnarde fait partie des hautes terres de Bamenda au Cameroun.
La grande ceinture de savane des grandes plaines de Hausaland domine une grande partie du reste de la province. Cette région connaît des précipitations entre 20 et 60 pouces (508 et 1524 mm) par an. Les trois catégories de la zone de savane sont la mosaïque forêt-savane guinéenne, la savane soudanaise et la savane sahélienne.
La mosaïque forêt-savane guinéenne est constituée de plaines d'herbes hautes interrompues par des arbres. La savane soudanaise est similaire mais avec des herbes plus courtes et des arbres plus courts. La savane sahélienne se compose de plaques d'herbe et de sable, trouvées dans le nord-est. Dans la région du Sahel, la pluie est inférieure à 20 pouces (508 mm) par an et le désert du Sahara empiète. Dans le coin sec du nord-est du pays se trouve le lac Tchad, que le nord du Nigeria partage avec le Niger, le Tchad et le Cameroun.
La partie sud-ouest de la région comprenait Ogidi, Iyamoye, Iyara qui ont des forêts profondes entre les zones de savane guinéenne (et bordent les zones boisées du protectorat sud et, en tant que telles, partageaient des régimes de pluie similaires et étaient consacrées à la culture de cultures commerciales telles que le café et cacao.

## Subdivisions
Le nord du Nigéria était divisé en treize provinces:
- Bauchi
- Benue
- Borno
- Kano
- Katsina
- Plateau
- Sardauna
- Niger
- Adamawa
- Zaria
- Sokoto
- Kabba
- Ilorin

Kano, la plus grande des provinces en termes de population et d'économie, se trouve dans la partie centre-nord du pays. L'autorité indigène de Kano, une ramification de l'émirat fula Kano, a hérité des anciennes industries commerciales qui alimentaient le commerce transsaharien avec l'Afrique du Nord. La province de Zaria abrite la ville de Kaduna, une capitale autonome qui sert de capitale nationale et abrite ses institutions nationales.

## Économie
Les industries de l'arachide et du coton dans la province de Kano ont fourni la principale source de revenus pour le nord du Nigéria. L'extraction de l'étain dans la province du Plateau, l' extraction de l'acier dans la province de Benue et d'autres industries métalliques dans la province de Sokoto ont développé la diversité de l'industrie minière de la région.
Les industries du ciment à Sokoto et Bauchi et les industries de transformation du cuir à Kano constituaient le principal secteur manufacturier.

## Démographie
Le nord du Nigeria, bien qu'une région ethniquement et religieusement diversifiée, est une région majoritairement musulmane. Les Haoussa et les Peuls dominent une grande partie du nord-ouest et de l'est du pays. Les Haoussa, les Peuls sont majoritairement musulmans. Une petite partie de la population haoussa adhère également à l'ancienne religion de l'animisme haoussa.
Les Nupes et les Kanuri sont également majoritairement musulmans. De petites populations chrétiennes existent également dans le nord, elles se sont converties au christianisme après la colonisation du pays par les Britanniques.

### Préoccupations relatives aux droits de l'homme
Les attaques perpétrées par des membres de la tribu peul contre des villages pastoraux ont fait 6000 morts depuis 2015, selon le Barnabas Fund. Les membres des tribus peuls ont également dû subir des meurtres impitoyables contre eux et leurs cheptels par des fermiers chrétiens, ils sont des agresseurs des deux côtés de ces conflits.